# Giovanni Bellati
Pour les articles homonymes, voir Bellati.
Giovanni Bellati, né en mars 1745 à Premana, et mort le 12 juin 1808 à Milan, est un peintre italien.

## Biographie
Giovanni Bellati est né le 15 mars ou 18 mars 1745 à Premana. Il étudie à l'Académie de Milan et, dès 1768, à Rome. Ses deux meilleures peintures, réalisées pour l'église de Pelerdo, représentent des épisodes de la légende de saint Martin. Il meurt le 12 juin 1808 à Milan.